# Franz Joseph Molitor
Franz Joseph Molitor, auch Joseph Franz Molitor (* 7. Juli 1779 in Oberursel (Taunus); † 23. März 1860 in Frankfurt am Main) war ein deutscher philosophisch-historischer und mystisch-kabbalistischer Schriftsteller und aktiver Freimaurer.

## Leben
Molitor wurde als Sohn eines kurmainzischen Beamten geboren, machte seine Vorbereitungsstudien in Bingen und Aschaffenburg und studierte dann ab 1797 an der Universität Mainz bzw. ab 1799 an der Universität Marburg zunächst Jura, befasste sich dann aber mit Geschichte und Philosophie, d. h. hauptsächlich mit Kant, Reinhold, Fichte und Schelling. Er war ab 1802 Mitherausgeber der kurzlebigen Zeitschrift für eine künftig aufzustellende Rechtswissenschaft nach dem Princip eines transscendentalen Realismus. Unter dem Einfluss der theosophischen Ansätze Franz Xaver von Baaders versuchte er in seinen Schriften, den philosophischen Realismus mit dem Idealismus zu versöhnen.

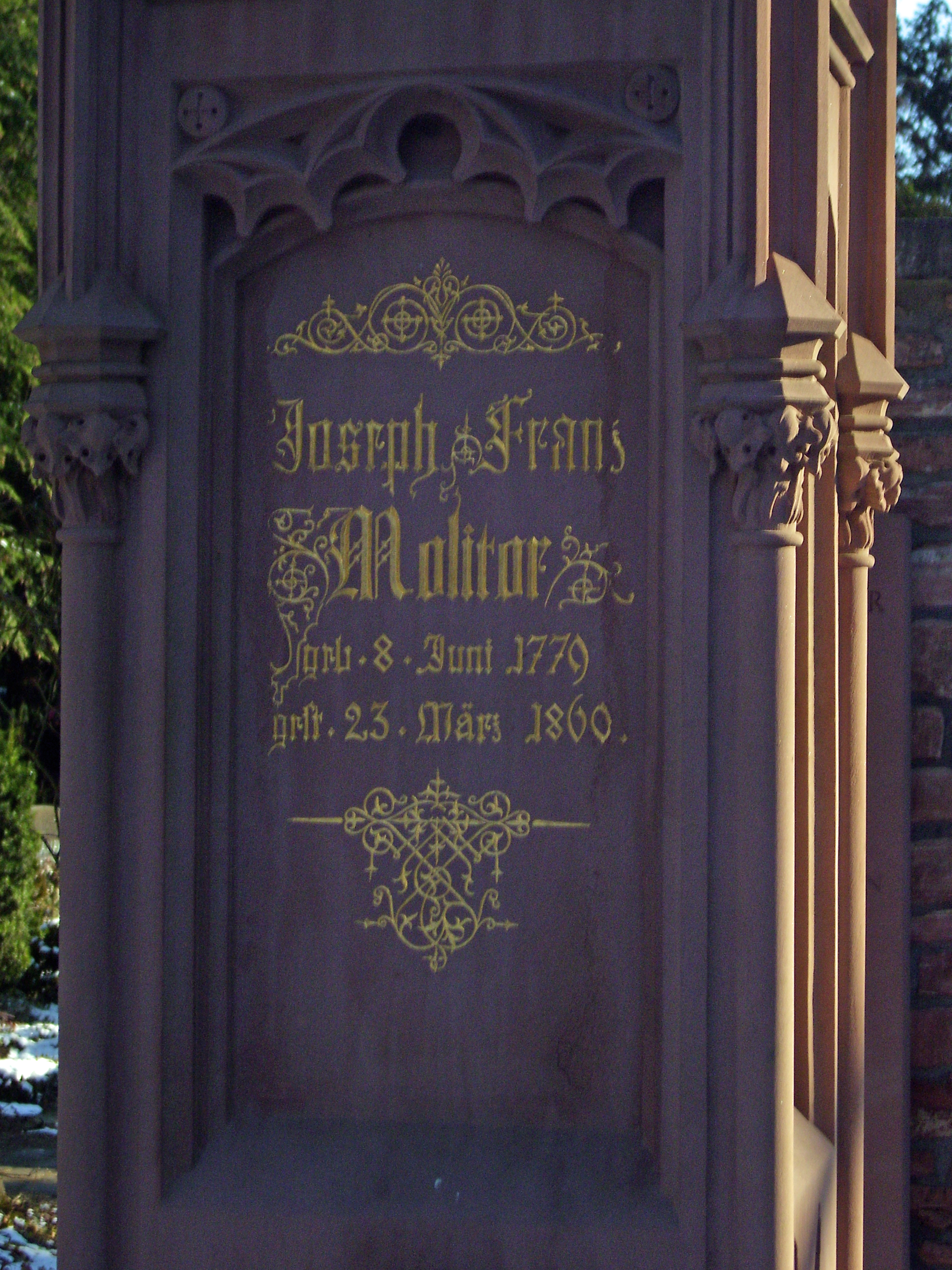
Molitors Grabinschrift Hauptfriedhof Frankfurt am Main

Im Jahr 1806 trat Molitor in den Vorstand der jüdischen Lehranstalt Philanthropin in Frankfurt am Main ein, wirkte aber bald danach nur noch als Lehrkraft an diesem Institut und unterrichtete zugleich am katholischen Gymnasium Fridericianum die Fächer Geographie und Physik. 1812 wurde Molitor Professor der Philosophie am neuen Lyceum Carolinum in Frankfurt, das Karl Theodor von Dalberg nach französischem Muster einrichtet hatte; nach dessen Ende 1814 bezog er von dort eine dauernde Pension, durch die – neben Erträgen aus Privatunterricht und seiner Tätigkeit am Philanthropin – sein Lebensunterhalt bestritten werden konnte.
Sein Grab befindet sich auf dem Frankfurter Hauptfriedhof (Gewann F 250).

## Freimaurerei und Kabbala
Durch das Philanthropin mit dem Judentum und der diesem eigenen Symbolsprache bekannt geworden, trat Molitor am 19. Mai 1808 in die Frankfurter Freimaurerloge Zur aufgehenden Morgenröthe ein, in der auch Juden Mitglied sein konnten; zeitweise war er deren Meister vom Stuhl. Später stiftete er unter dem Protektorat des Landgrafen Carl von Hessen die Frankfurter Loge Carl zum aufgehenden Licht.
Ab etwa 1813 beginnt eine intensive Beschäftigung Molitors mit der jüdischen Mystik, wie sie sich in der Kabbala zeigt; sie bestimmte sein weiteres Wirken. Wesentlichen Einfluss auf ihn dürfte der damals in Offenbach am Main lebende jüdische Mystiker und Hochgrad-Freimaurer Ephraim Joseph Hirschfeld ausgeübt haben. Molitor erlernte das Hebräische und Aramäische, studierte den Talmud und befasste sich intensiv mit dem Buch Zohar. Sein Bemühen war es, Kabbala und Christentum in wechselseitige Verbindung zu setzen und beide auf einer neuen höheren Stufe zu vereinen, ein Ansatz, der dem Hirschfelds nicht unähnlich ist.
Als Frucht langjährigen Studiums veröffentlichte er 1824 den ersten Band seiner Philosophie der Geschichte oder über die Tradition, wodurch er die Unterstützung durch nennenswerte Stipendien für weitere Arbeit in dieser Richtung erlangte, unter anderem durch Christian von Hessen-Darmstadt und (vermittelt durch Schelling) durch Ludwig I. von Bayern. Seine Wohnung wurde allmählich zu einem Sammelpunkt mystisch interessierter Männer und Frauen aus Frankfurt und der Umgebung. Sein auf fünf Bände angelegtes Werk konnte er nicht abschließen.
Hauptansatz seiner Argumentation war die Bekämpfung des Pantheismus, des Atheismus und des Materialismus, ausgehend von der Annahme, dass die Kabbala eine höhere Mystik enthalte, die auch dem Christentum eigen sein könne, handele es sich bei letzterem, im Besonderen in seiner „erweckten“ Ausprägung, doch nur um ein mystisch verklärtes Judentum. Insofern ist seine Betitelung als „christlicher Kabbalist“ wohl gerechtfertigt.

## Werke (Auswahl)
- Ueber den Wendepunkt des Antiken und Modernen, ein Versuch, den Realismus mit dem Idealismus zu versöhnen. Frankfurt am Main 1805.
- Ueber die Philosophie der modernen Welt, eine Epistel an Geheimen Rath Sinclair in Homburg. Frankfurt am Main 1806.
- Ideen zu einer künftigen Dynamik der Geschichte. Frankfurt am Main 1805
- Philosophie der Geschichte oder über die Tradition. Bände 1–4. Frankfurt am Main 1827–1834-1839-1855. (Online-Ausgabe)